# Cadu Fávero
Carlos Eduardo Fávero Vasconcellos ou Cadu Fávero (Rio de Janeiro, 3 de setembro de 1970), é um ator, autor, iluminador e diretor teatral brasileiro, fundou com a atriz Luísa Thiré, em 2003, o "Companhia Livre de Teatro", espaço que fica dentro da Fundição Progresso, na Lapa, área central do Rio de Janeiro. Em 2006, foi indicado como melhor ator por sua atuação no espetáculo infantil "Eles se Casaram e Tiveram Muito". Cadu Fávero adaptou o texto e dirigiu a montagem de "O Mágico de OZ - The Dark Side", na montagem teatral da Cia Livre de Teatro.

## Filmografia

### Televisão
| Ano     | Título                    | Personagem                          | Notas                                 |
| ------- | ------------------------- | ----------------------------------- | ------------------------------------- |
| 2023    | Os Outros                 | Tavares                             |                                       |
| 2019    | Stella Models             | Victor                              | 2 episódios                           |
| 2018-19 | Ilha de Ferro             | Clarke                              |                                       |
| 2017    | O Rico e Lázaro           | Um dos Ministros Nomeados Por Dário |                                       |
| 2017    | Filhos da Pátria          | Capitão                             | Episódio: "Para o Amor Acontecer"     |
| 2017    | Sob Pressão               | Genro de Olívio                     |                                       |
| 2017    | Rock Story                | Tenente Celso                       |                                       |
| 2015    | As Canalhas               | Valdir                              | Episódio: "Julieta"                   |
| 2014    | Milagres de Jesus         | Mordecai                            |                                       |
| 2013    | A Grande Família          | Diretor                             | 3 episódios                           |
| 2013    | Copa Hotel                | Ernesto                             | 10 episódios                          |
| 2012    | As Brasileiras            | Guilherme Palma                     | Episódio: "A Reacionária do Pantanal" |
| 2011    | Insensato Coração         | Márcio                              |                                       |
| 2010    | Diversão.com              | Marcos                              |                                       |
| 2009    | Força Tarefa              | Cabo Éder                           |                                       |
| 2009    | A Grande Família          | Barrinho                            |                                       |
| 2008    | A Grande Família          | Felipe                              | Episódio: "Floriano Superstar"        |
| 2008    | Malhação                  | João Paulo Firmino                  |                                       |
| 2008    | Dicas de Um Sedutor       | Coelho                              | Episódio: "Maktub"                    |
| 2007    | Mandrake                  | Murilo                              | Episódio: "Rosas negras"              |
| 2006    | Avassaladoras             | Rafael                              | Episódio: "Como É que É?"             |
| 1998    | Você Decide               | —                                   | Episódio: "Dupla Traição"             |
| 1996    | Perdidos de Amor          | Xande                               |                                       |
| 1994    | Confissões de Adolescente | Tomás                               |                                       |

### Cinema
| Ano  | Título                                    | Personagem           |
| ---- | ----------------------------------------- | -------------------- |
| 2004 | Cazuza - O Tempo Não Pára                 | Roberto Frejat       |
| 2005 | O Sonho de Gil                            |                      |
| 2007 | Sem Controle                              | Claudionor/Fernandes |
| 2008 | Domingo de Páscoa                         | Felipe               |
| 2008 | O Guerreiro Didi e a Ninja Lili           | Jack                 |
| 2009 | Histórias de Amor Duram Apenas 90 Minutos |                      |
| 2010 | Chico Xavier                              | Rafael               |
| 2010 | Tropa de Elite 2: o Inimigo agora É Outro | Agente prisional     |
| 2010 | Uma Professora Muito Maluquinha           | Carlito              |
| 2011 | Assalto ao Banco Central                  | Firmino              |
| 2011 | O Palhaço                                 | Tony Lo Bianco       |
| 2012 | Paraísos Artificiais                      | Anderson             |
| 2012 | Fala Comigo Agora!                        | Irmão                |
| 2014 | Quase Samba                               | Shirley              |
| 2016 | O Homem da Raia do Canto                  | o Homem              |
| 2016 | Alvará                                    | Roberto              |
| 2019 | Minha Mãe É uma Peça 3                    | Sol                  |
| 2019 | Sonho de Rui                              | Amigo                |
| 2021 | Linhas Tortas                             | Pastor Carlos        |

## Teatro[3]
- 2020 - On Off[4]
- 2018/2019 - O Frenético Dancin’ Days
- 2015 - Pulsões
- 2011 - Turbilhão
- 2011 - Um Coração Fraco
- 2008 - Jingobel
- 2008 - Cordélia Brasil
- 2007 - Os Cigarras e os Formigas
- 2006 - Eles se Casaram e Tiveram Muito
- 2006 - O Mágico de Oz
- 2005 - José, E Agora?
- 2004 - A Aurora da Minha Vida
- 2003 - Vida Dupla
- 2002 - Coração Inquieto
- 2001 - O Boi e o Burro a Caminho de Belém
- 2001 - A Alma Boa de Set-Suan
- 1999 - Tabroadway
- 1999 - A Bruxinha que Era Boa
- 1998 - A Gata Borralheira
- 1993- O Diamante do Grão-Mogol
- 1991 - Romeu e Julieta